# Seven Compositions (Trio) 1989
Seven Compositions (Trio) 1989 ist ein Jazzalbum von Anthony Braxton. Die  1989 im Maison de la Culture von Amiens entstandenen Aufnahmen erschienen 1989 auf HatHut Records.

## Hintergrund
Seven Compositions (Trio) 1989 wurde in einer besonders fruchtbaren Zeit der Karriere Braxtons aufgenommen, notierte Troy Dostert. Es dokumentiert ein seltenes Treffen zweier Musiker der Avantgarde, des österreichischen Bassisten Adelhard Roidinger und des britischen Schlagzeugers Tony Oxley. 1988 erklärte Braxton, dass die einzelnen Teile jeder seiner Kompositionen gleichzeitig und in beliebiger Kombination gespielt werden könnten – eine collagenorientierte Ästhetik, die er als „multiple Logik“ bezeichnet. Angelegt sind die sieben Kompositionen Braxtons zusammen mit dem Standard „All the Things You Are“ und Oxleys „The Angular Apron“ in Form von einer Suite mit drei Medleys.

## Titelliste
- Anthony Braxton: Seven Compositions (Trio) 1989 (hat ART CD 6025)[2]

1. Composition 40D / Composition 40G (+63)	(19:36) 

1.1		Composition 40D	

1.2		Composition 40G (+63)
2. All the Things You Are / The Angular Apron / Composition 6A	

2.1		All the Things You Are (Kern/Hammerstein) 10:40 

2.2		The Angular Apron (Tony Oxley) 8:20 

2.3		Composition 6A 7:35

3. Composition 40J / Composition 110A (+108B+69J)	(12:06)
3.1		Composition 40J	

3.2		Composition 110A (+108B+69J)
Wenn nicht anders vermerkt, stammen die Kompositionen von Anthony Braxton.

## Rezeption

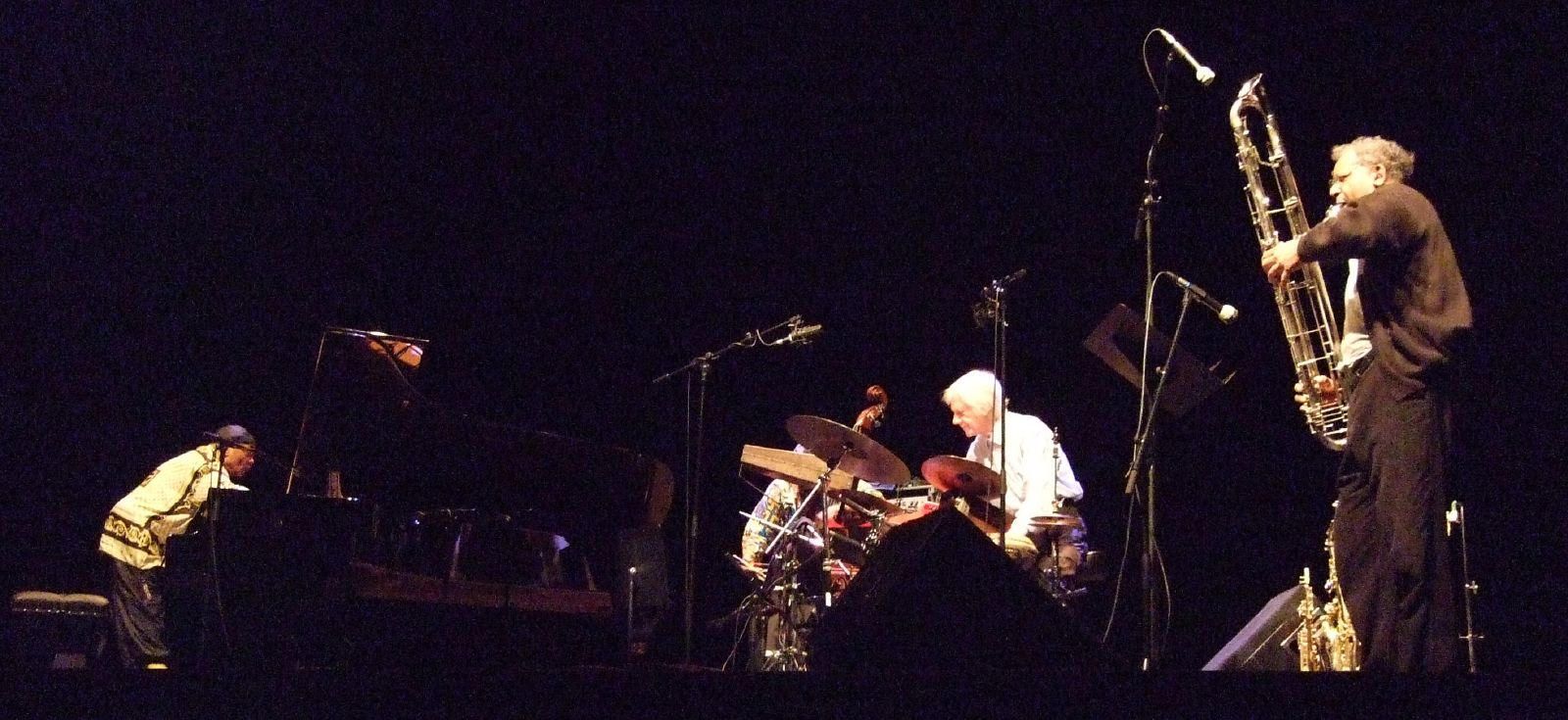
Tony Oxley (Mitte) mit Anthony Braxton und Cecil Taylor (rechts)

Nach Ansicht von Troy Collins, der die Neuauflage des Albums in All About Jazz rezensierte, ist Seven Compositions (Trio) 1989 ein einzigartiges Highlight in der  beeindruckenden Diskographie Braxtons. Das Album besteht aus einer Mischung aus bahnbrechenden Braxton-Stücken, einer Oxley-Komposition (geschrieben für Braxton) und dem Standard „All the Things You Are.“ Es sei wie eine Suite aufgebaut, wobei kurze freie Improvisationen als Brücken zwischen dem komponierten Material dienen. Durch die Komprimierung von sieben Melodien in drei ausgedehnte Medleys verwischen nahezu nahtlose Übergänge die Grenzen zwischen dem Komponierten und dem Improvisierten. Das einfühlsame Zusammenspiel des Trios werde durch eine reiche Farbpalette akzentuiert; Roidingers kräftiges Pizzicato und sein klangvoller Coll’arco würden ein reiches Helldunkel offenbaren, das sich in Oxleys funkelnden Beckenakzenten und donnernden Schlagzeug-Grübeleien widerspiegle. Braxton wiederum male ebenso expressionistische Panoramen, die zwischen klagender Zurückhaltung und schillernder Raserei schwanken und dabei zwischen Klarinette, Flöte und verschiedenen Saxophonen (Sopranino bis C-Melody) wechseln. Seven Compositions (Trio) 1989 sei ein eindrucksvolles Dokument von Braxtons Vielseitigkeit als innovativer Komponist und kongenialer Interpret.
Anthony Braxtons Produktionen für das Schweizer Plattenlabel würden seine einflussreichen Methoden symbolisieren und zu seinen besten Arbeiten überhaupt zählen. Die Neuauflage [2009] des Albums aus dem Jahr 1989 sei eine Glanzleistung, die die unverwechselbare Anschlagsart des britischen Free-Jazz-Schlagzeugers Tony Oxley und den österreichischen Bassisten Adelhard Roidinger zeige, schrieb Glenn Astarita (All About Jazz). Das Programm sei eine Studie über geometrisch gestaltete Jazz-Rahmen, die lineare und sphärische Bewegungen umfassen und durch sich überschneidende Unterthemen ergänzt werden. Die meisterhafte Improvisation des Trios sei von einer höchst unterhaltsamen und eher gelehrten Note geprägt, da das Beste aus vielen Welten zu einer zusammenhängenden Einheit verschmelze. Darüber hinaus würden bei den folgenden Durchläufen bisher unentdeckte Überlegungen zum Leben erweckt. Braxton sei während dieses hypnotischen Programms auf dem Höhepunkt seines künstlerischen Könnens.